# Коридорная гробница

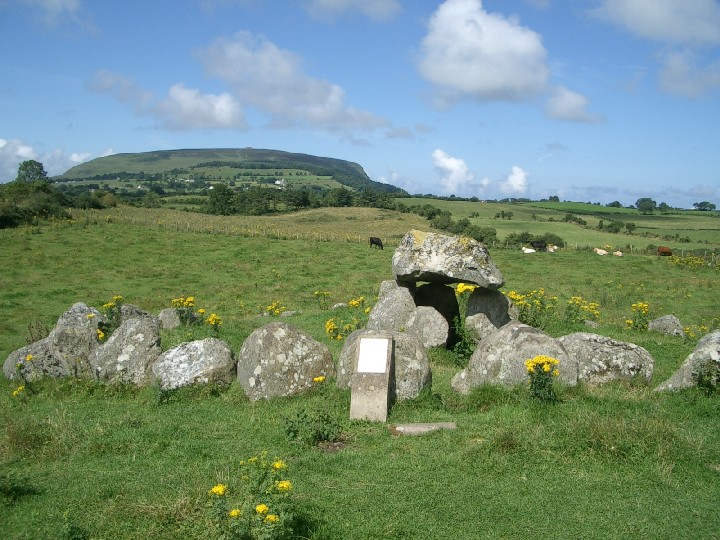
Простая коридорная гробница в Карроуморе около Слайго в Ирландии

Коридо́рная гробни́ца (термин является буквальным переводом английского passage grave или passage tomb) представляет собой тип гробницы эпохи неолита и бронзового века. Существуют различные варианты: некоторые с единственной погребальной камерой, некоторые с дополнительными, отходящими от основной, некоторые имеют крестообразную планировку. Нередко поверх коридорной гробницы, особенно позднего типа, насыпается каирн.
У коридорных гробниц типа каирна нередко имеются крыши с карнизами вместо обычных каменных плит. В ряде гробниц обнаружены памятники мегалитического искусства, вырезанные на камне. Сам коридор в ряде известных случаев имеет такое направление, что солнце просвечивает коридор насквозь в определённый день года, например, зимнего или летнего солнцестояния, весеннего или осеннего равноденствия.
Термин «коридорная гробница», по-видимому, впервые предложили ирландские археологи Шон О’Нолан (Sean O’Nuallain) и Руайри де Валера (Ruaidhri De Valera) в 1960-е годы. Они предложили 4 категории мегалитических гробниц: коридорная гробница, каирн с двором, портальный дольмен и клинообразная галерейная гробница. Среди них лишь коридорная гробница получила в Европе широкое распространение, особенно вдоль атлантического побережья, от Ирландии до Иберии и даже в некоторых районах Средиземноморья, включая северное побережье Африки.
Самые ранние коридорные гробницы, по-видимому, принимали форму небольших дольменов или каменных конструкций. В Ирландии и Британии коридорные гробницы нередко обнаруживаются большими группами, то есть практически существовали целые кладбища из коридорных гробниц. Более поздние коридорные гробницы в основном сооружались на вершинах холмов или гор, чтобы посетители могли увидеть их издалека.

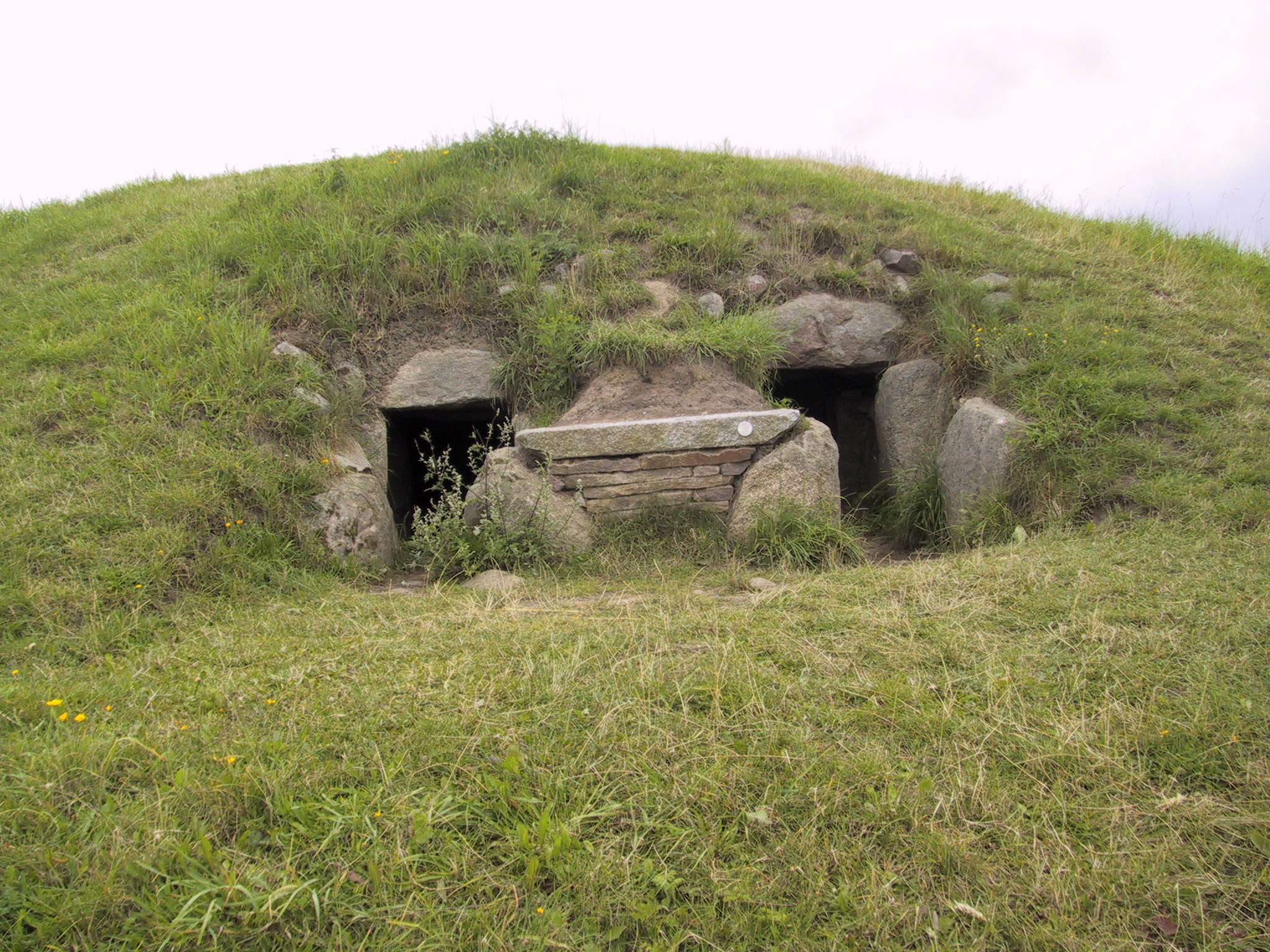
Клеккенде Хёй, гробница с двойным ходом, Рёддинге, Мён
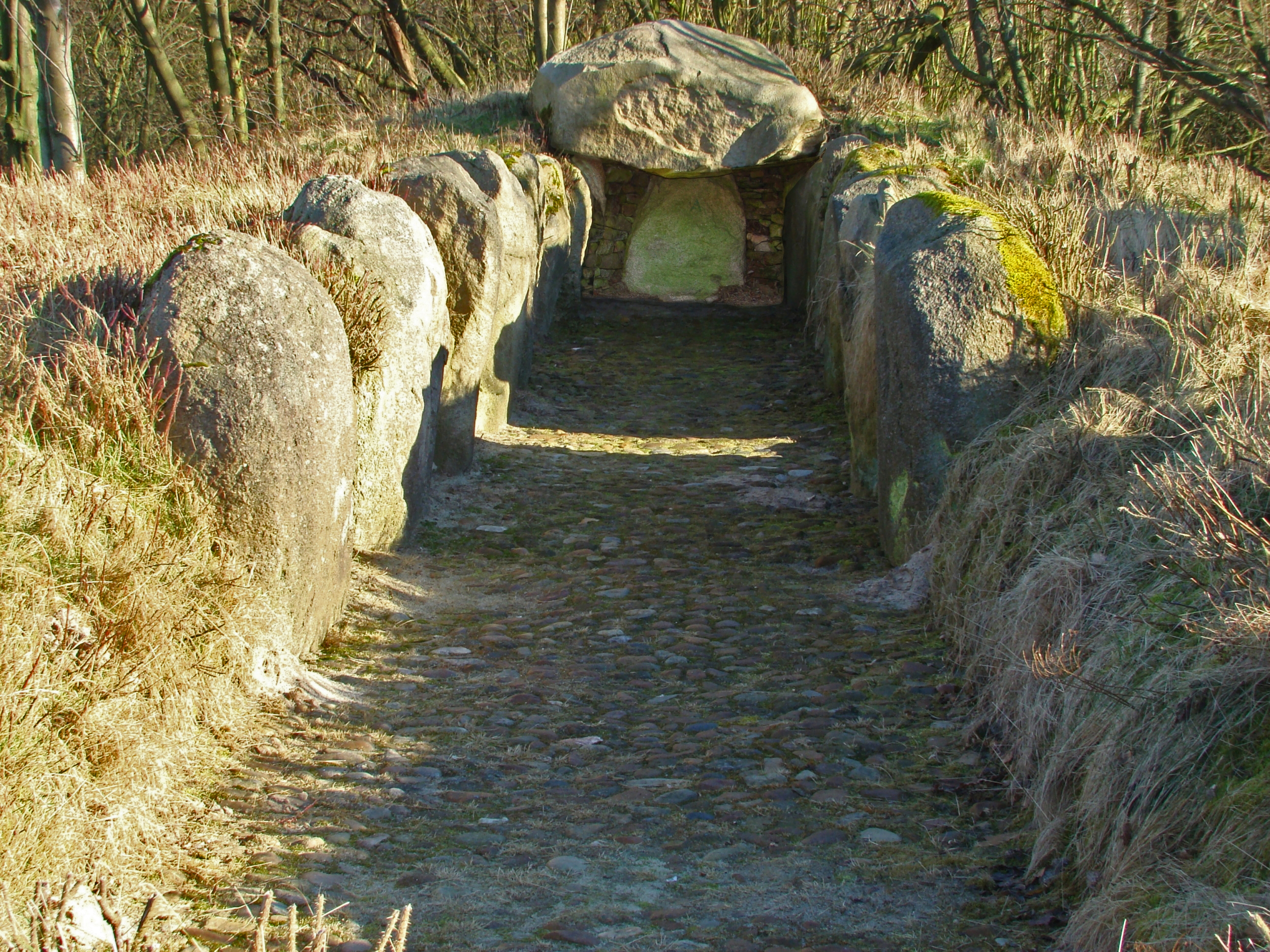
Коридорная гробница, Берген (округ Целле), природный парк Зюдхайде
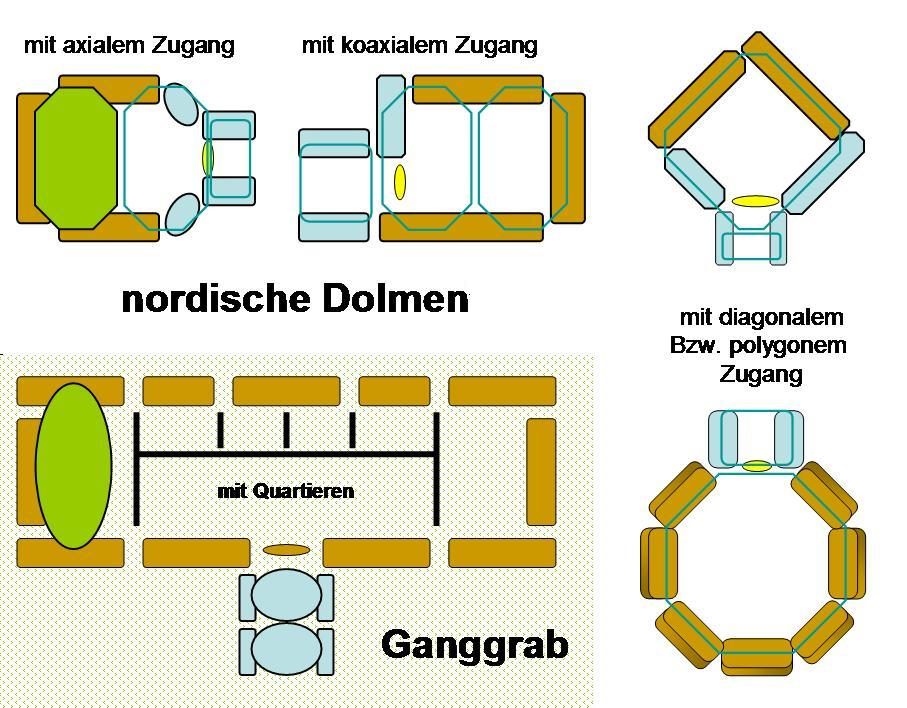
Дольмен и коридорная гробница
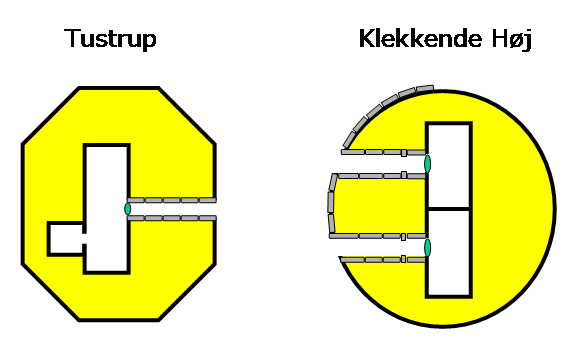
Особые формы коридорных гробниц
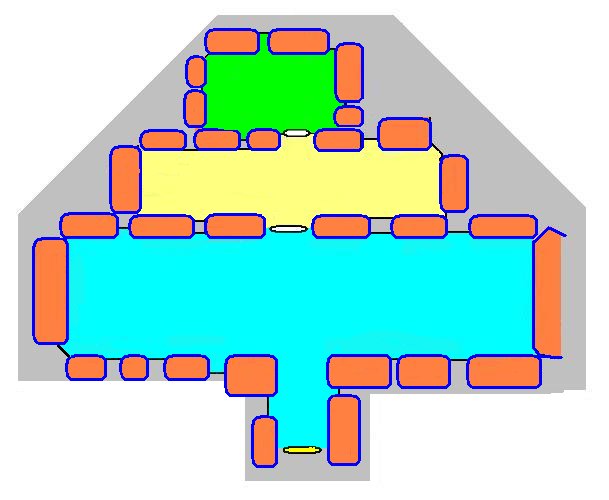
Висихёй, Дания: наиболее сложный пример коридорной гробницы
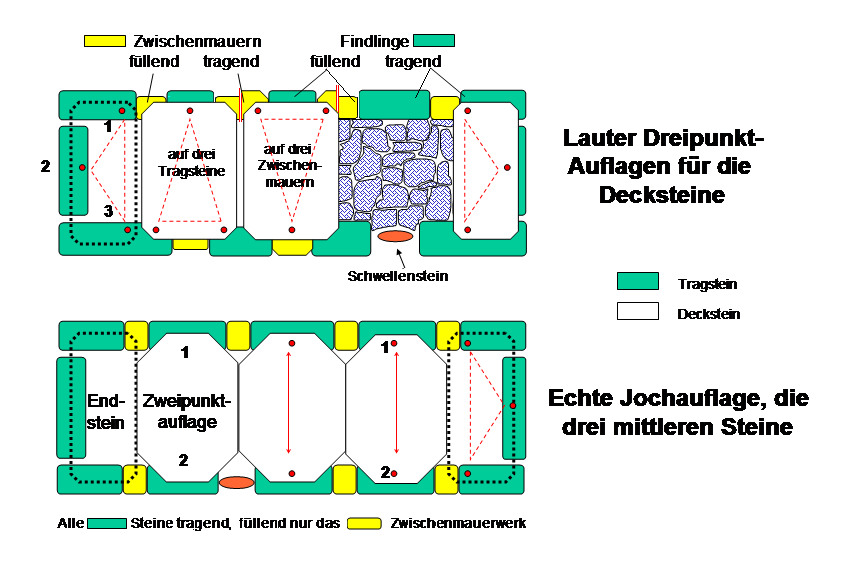
Конструкция, характерная для поздних сооружений, с несколькими накрывающими плитами
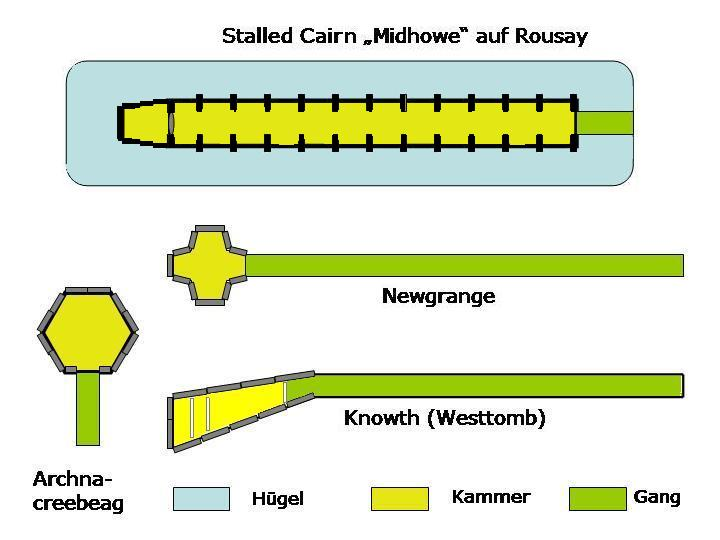
Коридорные гробницы

## Примеры известных коридорных гробниц
- Великобритания:
  - Шотландия: Avielochan, Clava cairn и Мейсхау
  - Уэльс: Брин-Келли-Ди
  - Джерси: Ла-Хуг-Би
- Франция: Гаврини, Карнак
- Испания: Лос-Мильярес
- Ирландия: Бру-на-Бойн, Лох-Крю, Карроукил, Карроумор, Каирн-Хилл
- Дания: Ревехёй